# Obszar ochrony ścisłej Przyćmień
Przyćmień – obszar ochrony ścisłej o powierzchni 109,20 ha położony w południowo-zachodniej części Kampinoskiego Parku Narodowego. Został utworzony w 1977 roku, leży pomiędzy miejscowościami Grabnik a Łazy Leśne, na obszarze uroczyska blisko skarpy.
Obszar ochrony ścisłej obejmuje „klasycznie wykształcone olsy, łęgi olszowo-jesionowe i grądy”, porastają tu także wrzosowiska i murawy. W glebie i podglebiu występuje duża zawartość węglanu wapnia i kredy, dzięki czemu rosną tu nietypowe jak na Puszczę Kampinoską rośliny takie, jak: pierwiosnek lekarski, czerniec gronkowy, kruszczyk siny, pępawa błotna, kozłek bzolistny, goryczka wąskolistna, lilia złotogłów. Teren stanowi też ostoję łosia, orlika krzykliwego czy puchacza (jego jedyne obserwacje w parku narodowym miały tu miejsce).